# Légéville-et-Bonfays
Légéville-et-Bonfays – miejscowość i gmina we Francji, w regionie Grand Est, w departamencie Wogezy.
Według danych na rok 1990 gminę zamieszkiwało 67 osób, a gęstość zaludnienia wynosiła 13 osób/km² (wśród 2335 gmin Lotaryngii Légéville-et-Bonfays plasuje się na 978. miejscu pod względem liczby ludności, natomiast pod względem powierzchni na miejscu 997.).